# 스페인의 기후

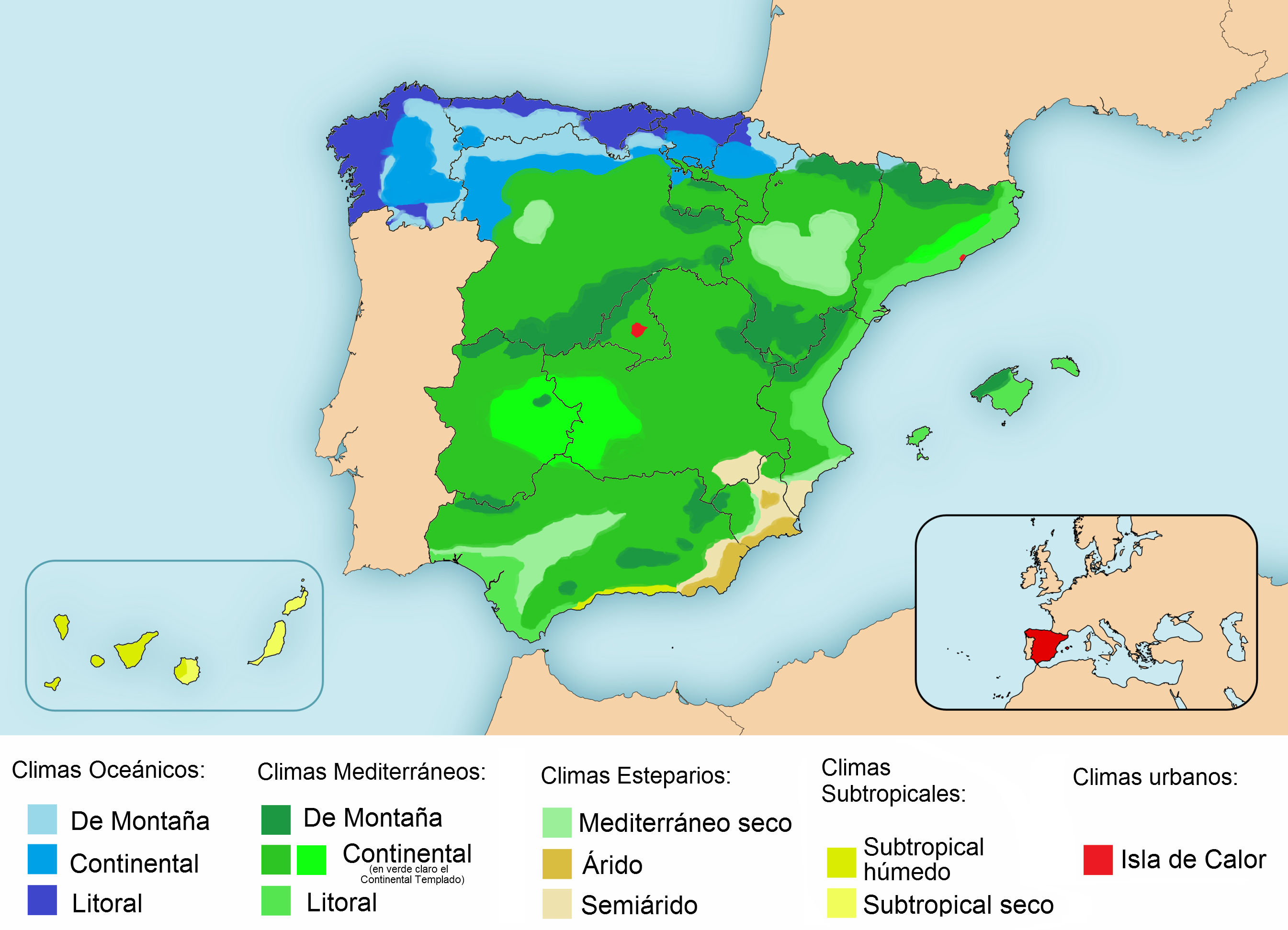
스페인의 기후 분포도

스페인 기후는 크게 세 종류로 나뉘며 고도와 지리적 특성, 산악 지형에 따라 상이하다.
- 지중해성 기후 : 쾨펜의 기후 구분에 따르면 지중해성 기후의 특징은 건조하고 온난하다. 이러한 지중해성 기후가 가장 널리 분포하며 Csa와 Csb로 나뉜다.
- 서안 해양성 기후(Cfb)는 북부 지방에 분포하며 특히 바스크 지방, 아스투리아스 지방, 칸타브리아 지방과 갈리시아 지방 일부에서 나타난다.
- 스텝 기후(Bsh, Bsk)는 남동부 지역(무르시아 지방)에서 나타나며 에브로 강 협곡 지대에서 나타난다. 지중해성 기후와 대조적으로 건기가 여름에 걸쳐 나타난다.

세 종류 이외에 산발적으로 나타나는 기후의 특성도 찾아볼 수 있으며 피레네산맥과 시에라네바다 일대에서는 고산 기후가 나타난다. 카나리아 제도는 건조 기후에 속한다.

## 지중해성 기후
전형적인 지중해성 기후가 국토 대부분에서 나타나는 스페인은 지중해 연안 국가와 마찬가지로 연간 강수량이 300~700mm에 달한다. 지중해성 기후의 전형적인 형태인 Csa의 분포가 대다수이며 메세타 고원의 대부분은 500mm 정도의 강수량이 있다. 북부 지역인 에브로 분지와 중앙 산맥(Sistema Central) 지대는 우기가 두 번 있다. 보통은 4월~6월, 10~11월이 이에 해당하며 봄 막바지가 가장 습하다.
남부 산악 지대에서도 우기가 봄과 가을에서 나타나지만 봄의 경우 3월에 나타나며 가을이 좀 더 습하다. 우기에도 비가 항상 내리는 것은 아니며 강수량이 불규칙적이어서 반대로 여름에는 구름이 없고 온난하다. 보통 북부 산악지대의 경우 21도, 남부는 24~27도에 머무른다. 밤 기온은 7~10도이다.
일부 스페인 기후 자료에서는 내륙에서 겨울의 경우 기온이 더 낮기 때문에 이를 대륙성 지중해성 기후로 구분하기도 한다. 이는 1월 기준으로 보통 6도 정도에 머무르는 내륙 지방의 기후가 더 낮기 때문이다. 그러나 이는 각 지방의 기후를 분리하려는 움직임이어서 세계적으로는 인정되지 않는다.
한반도에서 나타나는 높새바람을 스페인에서는 레베세 바람으로 부르며 뜨겁고 건조하며 동쪽이나 남쪽으로 분다. 이는 북아프리카를 넘어오기 때문으로 바람이 몰아치면서 대개 사하라 사막의 고운 모래를 봄에 몰고 들어온다. 급작스러운 게릴라성 형태를 많이 띠기 때문에 일시적으로 기온을 상승시킨다. 좀 더 시원한 동쪽 바람인 레반테는 페니베티코 산맥과 아틀라스 산맥을 거쳐 들어온다. 동쪽 바람이 지중해성 기후를 형성하는 주요한 요소로서 온난습윤하다.

## 주요도시 최고 및 최저 온도
스페인의 온도 기록 중 최저 온도는 피레네 산맥의 라고 에스탄헨토에서 나타난 -32 °C이며 세비야와 무르시아에서는 47 °C가 최고도로 나타났다.
| 위치                         | 최고온도 | 최고온도 | 최저온도  | 최저온도 |
|                              | (°C)     | (°F)     | (°C)      | (°F)     |
| 지중해 연안 지역             |          |          |           |          |
| ---------------------------- | -------- | -------- | --------- | -------- |
| 무르시아                     | 47.2 °C  | 117.0 °F | –6.0 °C   | 21.2 °F  |
| 말라가                       | 44.2 °C  | 111.6 °F | –3.8 °C   | 25.1 °F  |
| 발렌시아                     | 42.5 °C  | 108.5 °F | –7.2 °C   | 19 °F    |
| 알리칸테                     | 41.4 °C  | 106.5 °F | –4.6 °C   | 23.7 °F  |
| 팔마                         | 40.6 °C  | 105.1 °F | —         | —        |
| 바르셀로나                   | 39.8 °C  | 103.6 °F | –10.0 °C  | 14 °F    |
| 히로나                       | 41.7     | 107 °F   | –13.0 °C  | 8.6 °F   |
| 세비야                       | 47.0 °C  | 117 °F   | –5.5 °C   | 22.1 °F  |
| 코르도바                     | 46.6 °C  | 11579 °F | —         | —        |
| 바다호스                     | 45.0 °C  | 113 °F   | —         | —        |
| 알바세테                     | 42.6 °C  | 108.7 °F | –24.0 °C  | –11.2 °F |
| 사라고사                     | 43.1 °C  | 108.7 °F | -16.0º °C | 3.1º °C  |
| 마드리드                     | 42.2 °C  | 108.0 °F | –14.8 °C  | 5.4 °F   |
| 부르고스                     | 41.8 °C  | 107.2 °F | –22.0 °C  | –7.6 °F  |
| 바야돌리드                   | 40.2 °C  | 104.4 °F | —         | —        |
| 살라망카                     | —        | —        | –20.0 °C  | –4.0 °F  |
| 테루엘                       | —        | —        | –27.0 °C  | –22.2 °F |
| 북대서양 연안 지방           | (°C)     | (°F)     | (°C)      | (°F)     |
| 오르엔세                     | 42.6 °C  | 108.7 °F | –9.0 °C   | 15.8 °F  |
| 빌바오                       | 42.0 °C  | 107.6 °F | –8.6 °C   | 16.5 °F  |
| 라 코루냐                    | 37.6 °C  | 99.7 °F  | –4.8 °C   | 23.4 °F  |
| 히혼                         | 36.4 °C  | 97.5 °F  | –4.8 °C   | 23.4 °F  |
| 카나리아 제도                |          |          |           |          |
| 라스 팔마스 데 그란 카나리아 | 38.6 °C  | 102 °F   | 11.4 °    | 48.6 °F  |
| 산타 크루스                  | 39.6 °C  | 103 °F   | 14.4 °    | 49.7 °F  |

## 같이 보기
- 2024년 10월 스페인 홍수